# Сицилиански емират
Сицилианският емират (на арабски: إِمَارَة صِقِلِّيَة) е ислямски емират, който управлява остров Сицилия от 831 до 1091 г. Столицата му е Палермо (на арабски: Балхарм), която по време на този период се превръща в голям културен и политически център на ислямския свят.
Когато мюсюлманските сили от Северна Африка започват набези към острова през 652 г., Сицилия е част от Византийската империя. Чрез продължителна поредица от конфликти от 827 до 902 г. арабите постепенно завладяват цяла Сицилия, само крепостта Ромета в далечния североизток устоява до 965 г.